# Magister equitum per Gallias
Il Magister equitum per Gallias era il comandante di comitatensi, avente funzione anche di Comes dell'intera diocesi delle Gallie, nell'ambito dell'armata imperiale costituita dal Numerus intra Gallias. Suo diretto superiore era al tempo della Notitia dignitatum (nel 400 circa), sia il magister peditum praesentalis per le unità di fanteria, sia il magister equitum praesentalis per quelle di cavalleria.

## Elenco unità
Era a capo di 47 unità di fanteria, come risulterebbe dalla Notitia dignitatum, così ripartite:
- 16 Auxilia palatina: Mattiaci iuniores, Leones seniores, Brachiati iuniores, Salii seniores, Gratianenses, Brocteri (o Bructeri), Ampsivarii, Valentinianenses, Batavi iuniores, Britones, Atecotti Honoriani seniores, Sagittarii Nervii Gallicani, Iovii iuniores Gallicani, Mattiaci iuniores Gallicani, Atecotti iuniores Gallicani, Ascarii Honoriani seniores;[3][4]
- 9 legiones comitatenses: Armigeri defensores seniores, Lanciarii Honoriani Gallicani, Menapii seniores, Secundani Britones, Ursarienses, Praesidienses, Geminiacenses, Cortoriacenses, Honoriani felices Gallicani;[3][4]
- 1 legio palatina: Lanciarii Sabarienses;[3][4]
- 10 legio di pseudocomitatenses: I Flavia Gallicana, Martenses, Abrincateni, Defensores seniores, Mauri Osismiaci, I Flavia, Superventores iuniores, Cornacenses, Septimani iuniores, Romanenses;[3][4]
- 11 di natura incerta, classificate anch'esse come pseudocomitatenses dal Goldsworthy,[5] come: Balistarii, Defensores iuniores, Garronenses, Anderetiani, Acincenses, Cursarienses iuniores, Musmagenses, Insidatores, Truncensimani, Abulci, Exploratores;[3][4]

12 unità di cavalleria, suddivise in:
- 4 di vexillationes palatinae: Equites Batavi seniores, Equites cornuti seniores, Equites Batavi iuniores, Equites brachiati iuniores;[3][4]
- 8 di vexillationes comitatenses: Equites Honoriani seniores, Equites Honoriani iuniores, Equites armigeri seniores, Equites octavo Dalmatae, Equites Dalmatae Passerentiaci, Equites primi Gallicani, Equites Mauri alites, Equites Constantiani feroces;[3][4]

A queste andavano sommate, poi, anche 7 unità della flotta fluviale e di mare, sottoposte ai seguenti ufficiali:
- Praefectus classis fluminis Rhodani, e Viennae e Arelati; Praefectus classis barcariorum, Ebruduni Sapaudiae; Praefectus militum musculariorum, Massiliae Graecorum; Tribunus cohortis I Flaviae Sapaudicae, Calaronae; Tribunus cohortis Noevempopulanae, Lapurdo; Praefectus classis Araricae, Caballoduno; Praefectus classis Anderetianorum, Parisius,[6]

nonché non meno di 12 unità di laeti posizionati all'interno delle varie province galliche e sottoposte al controllo di ufficiali romani, come:
- il Praefectus laetorum Teutonicianorum, a Carnunta Senoniae nella Lugdunensis; il Praefectus laetorum Batavorum et gentilium Sueuorum, a Baiocas e Constantiae nella Lugdunensis II; il Praefectus laetorum gentilium Sueuorum, a [...] e Ceromannos, nella Lugdunensis III; il Praefectus laetorum Francorum, a Redonas nella Lugdensis III; il Praefectus laetorum Lingonensium in luoghi diversi della Belgica I; il Praefectus laetorum Actorum, ad Epuso nella Belgica I; il Praefectus laetorum Neruiorum, a Fanomantis nella Belgica II; il Praefectus laetorum Batavorum Nemetacensium, a Atrabatis nella Belgicae II; il Praefectus laetorum Batavorum Contraginnensium, a Noviomago nella Belgicae II; il Praefectus laetorum gentilium, a Remo e Silvanectas nella Belgicae II; Praefectus laetorum Lagensium, presso Tungros nella Germania II; ed il Praefectus laetorum gentilium Suevorum, ad Arumbernos nell'Aquitanica I;[6]

e 5 di Sarmati:
- Praefectus Sarmatarum et Taifalorum gentilium, Pictavis; Praefectus Sarmatarum gentilium, a Chora Parisios usque; Praefectus Sarmatarum gentilium, tra il Reno e i Tambianos della provincia Belgica II; Praefectus Sarmatarum gentilium, lungo il tratto Rodunensem e Alaunorum; Praefectus Sarmatarum gentilium, Lingonas.[6]